# Dobermann
A dobermann egy német kutyafajta, amely kitenyésztőjének, Friedrich Louis Dobermann-nak (1834. január 2. – 1894. június 9.) a nevét viseli.

## Története

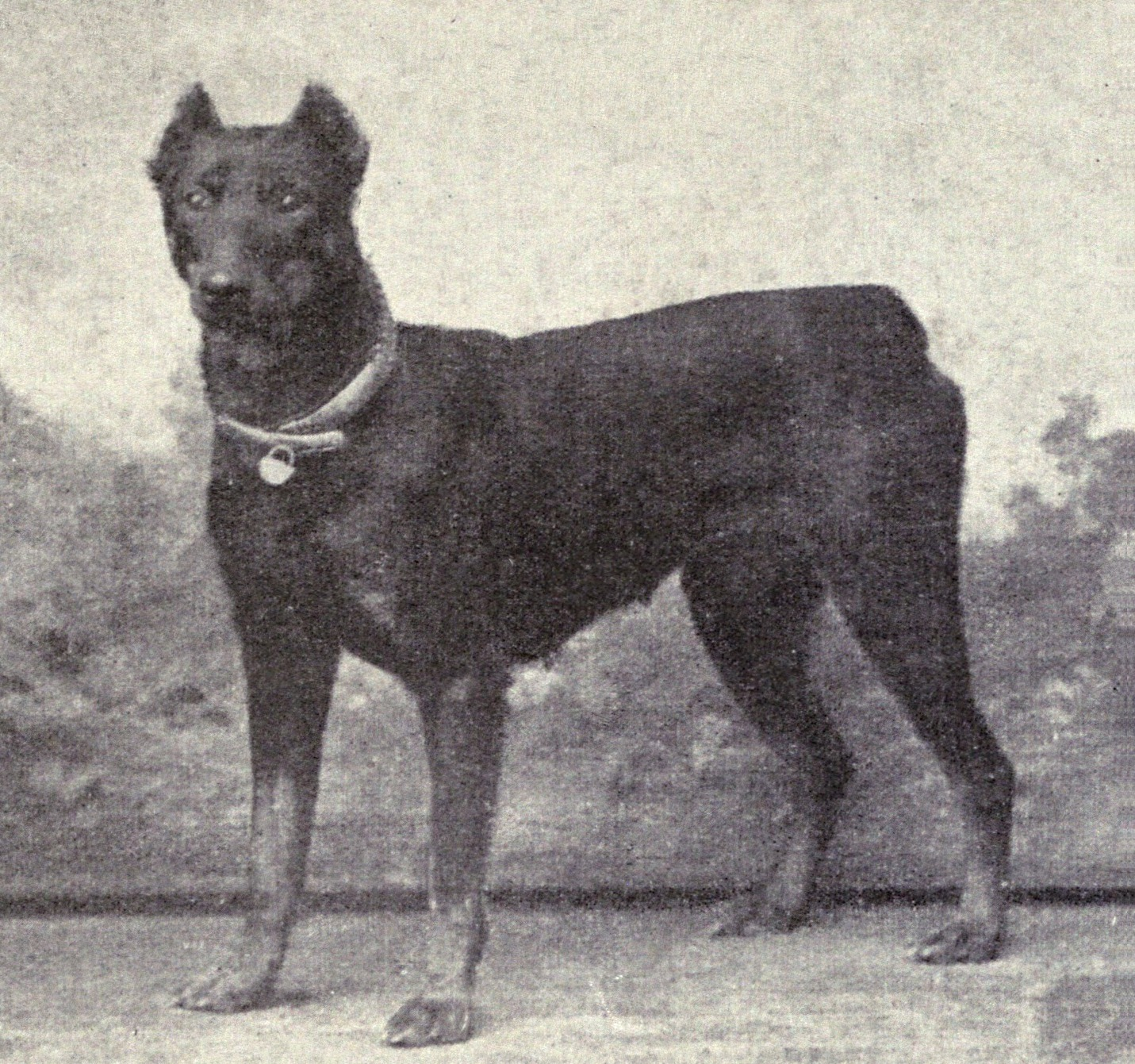
Dobermann 1915-ben

Karl Friedrich Louis Dobermann adószedő volt, de egyúttal ellátta a gyepmesteri és sintéri teendőket is, így feladatai közé tartozott, hogy a kóbor kutyákat befogja. Ezek közül választotta ki a legvadabb egyedeket, amelyeket pároztatások során felhasznált. A fajta tenyésztésében a legnagyobb szerepet az ún. „mészároskutyák” játszották, amely akkoriban egy tudatosan szelektált „fajtának” számított, amely a mai rottweiler korai ősének tekinthető. Ezeket az elsősorban Türingiában előforduló fekete-rozsdabarna jegyekkel rendelkező juhászkutyákkal keresztezték. Dobermann ezeket a keverék egyedeket használta fel tenyésztő munkája során az 1870-es években. A ma ismert dobermann jellegzetes fajtajegyeit többnyire a rottweiler (Fleischerhunde), a német juhászkutya, a német pincser és a weimari vizsla fajtáktól kapta a tenyésztés során.

## Alkalmazása
Ez a fajta nemcsak mint éber jelzőkutya, hanem mint őrző-védő feladatokra kiválóan alkalmas munkakutya és házikutya került be a köztudatba, a 20. század elejétől pedig rendőrkutyaként is széles körben elterjedt. A  dobermann tenyésztés célja egy középnagy, erőteljes, izmos felépítésű  kutya létrehozása, amely tömegessége mellett igen elegáns és nemes felépítésben testesül meg. A dobermann napjainkban kísérő-, védő- és munkakutyaként alkalmazható, de a családi környezethez is kitűnően alkalmazkodik.

## Általános leírása
Elegáns és nemes felépítésű, erős és szikár a testalkata. Régebben vágták a fülét és a farkát (kupírozás). Hazánkban – úgy mint Európa legtöbb országában – az Állatvédelmi törvény 2012. augusztus 1-jei hatályba lépésekor megtiltották a fül csonkolását minden fajta esetében. A fajtagondozó Németország módosította az addig érvényben lévő standardet és 2016. augusztus 1-je óta a fajta FCI által jóváhagyott standardja szerint is tilos a fül és farok vágása. Elfogadott szín: fekete vagy barna tisztán körülhatárolt rozsdavörös jegyekkel. A kék és az izabella színek nem elfogadottak. A dobermann nagy mozgásigényű, igen okos és könnyen tanuló fajta. Szeret feladatokat végrehajtani, ezért minden egyeddel rendszeresen kell foglalkozni. Általában indokolatlanul áll agresszív kutya hírében, bár fontos hogy már kölyök kora óta határozottan és következetesen neveljük. Könnyen képezhetők, engedelmes, hűséges házőrzők. Nemcsak bátrak, hanem éberek, mozgékonyak és energikusak is. Mivel erős állatok, mindig figyeljünk rá, ha kisgyerek közelébe kerül. Mivel a fajta nem rendelkezik aljszőrzettel (ami megóvná a hidegtől és a melegtől egyaránt), ezért lakásban való tartásra alkalmas.

## Méretei
- Marmagassága: 68–72 cm (kan), illetve 63–68 cm (szuka), ami ritkán max 72 cm-ig nő meg
- Testtömeg: 32–45 kg
- Várható élettartam: 10–14 év

## A szépirodalomban
Bálint Ágnes a Szeleburdi család című regényében Laci írja a naplójába: „most kupírozás a divat. Nem hiszem, hogy a dobermannok találták ki.” Le is rajzol egy kupírozás előtti, majd pedig egy utáni dobermannt.